# My Scene

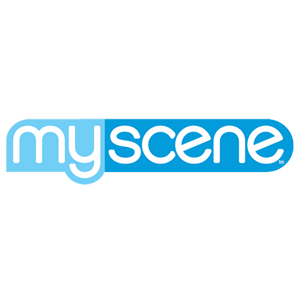
Logo della linea

My Scene è una linea di fashion doll, messa in vendita da Mattel a partire dal 2002, spin-off della fortunata linea di bambole Barbie. 
La linea My Scene fu concepita con l'intento di fronteggiare il successo di MGA Entertainment con le bambole  Bratz, con cui aveva conquistato gran parte del mercato per preadolescenti. La linea di bambole fu, tuttavia, ritirata dal mercato statunitense nel 2008, ed è stata messa ufficialmente fuori produzione in tutto il mondo nel 2011.

## Personaggi
La linea di bambole venne introdotta sul mercato per la prima volta nell'autunno 2002 per competere con le Bratz di MGA Entertainment. Furono commericializzati inizialmente tre personaggi, Barbie, Chelsea e Madison (Westley in Europa), di differenti etnie e personalità, con una collezione di vestiti diversi per ciascuno di loro. Nel 2003, vennero messe in produzione due nuove linee, che comprendevano un altro personaggio femminile, Nolee, e quattro maschili, Bryant, Sutton, River e Hudson. Nella linea Hanging Out, rilasciata più tardi nel medesimo anno, debuttarono Delancey ed Ellis, mentre nella linea Getting Ready del 2004 venne introdotta Kenzie. Nel 2006 poi venne introdotta Kennedy, sostituta di Barbie, e infine nel 2008 debuttò invece Nia. I personaggi sono 10 femminili e 7 maschili in totale, di cui 4 per una edizione speciale.

### Personaggi regolari
- Barbie, doppiata in originale da Kelly Sheridan, in italiano da Laura Cosenza, da Valentina Mari (Vacanze in Jamaica) e da Daniela Fava (episodi web).
È una ragazza californiana dalla pelle chiara, i capelli biondi e gli occhi azzurri. "Carina ma audace", è la più estroversa del gruppo ed è la "regina delle feste". È nata il 30 settembre ed è del segno della Bilancia. Il posto in cui ama di più andare è la spa e adora lo yoga, i trattamenti di bellezza, parlare coi ragazzi, andare al cinema con le sue amiche e fare feste insieme a loro. La sua bevanda preferita è il caffè freddo e non può vivere senza il suo cellulare. Ha uno yorkshire terrier di nome Yorkie. Ha un ragazzo, River. Nel 2006, si è trasferita in California ed è stata sostituita da Kennedy.
- Madison (Westley in Europa), doppiata in originale da Kathleen Barr, in italiano da Rachele Paolelli e da Paola Della Pasqua (episodi web).
È una ragazza afroamericana dalla pelle scura, gli occhi azzurri e i capelli castani. È una patita per lo shopping e ama viaggiare con stile, farsi la manicure nel suo salone preferito e fare equitazione. È nata il 3 agosto ed è del segno del Leone. Vive con suo padre e non può andare da nessuna parte senza il suo diario. Ha una Carlin Pinscher di nome Bella.
- Chelsea, doppiata in originale da Nicole Bouma, in italiano da Monica Vulcano e da Giulia Franzoso (episodi web).
È una giovane ragazza dai capelli rossi e gli occhi marroni. Il suo sogno nel cassetto è quello di diventare una fashion designer ed si contraddistingue per il suo stile "eccentrico e originale". È nata il 10 novembre ed è del segno dello Scorpione. Ama i negozi di abbigliamento rétro, gli animali e l'oggetto a cui tiene di più in assoluto è il suo quaderno, sul quale disegna i suoi bozzetti. Il suo ragazzo è Hudson. Ha un chihuaua di nome Churro.
- Nolee, doppiata in originale da Tegan Moss, in italiano da Francesca Manicone e da Patrizia Mottola (episodi web).
È una ragazza di origini giapponesi, dai lunghi capelli neri e gli occhi viola. Ama andare sullo skateboard e sui pattini a rotelle ed è un'indovina. È nata il 23 maggio ed è del segno dei Gemelli. Ha avuto una relazione con Bryant fino al 2003, quando si è trasferito a Londra ed è stato escluso dalla linea. È brava a mantenere i segreti, crede nella fortuna e nel karma e si contraddistingue per il suo stile "atletico". Ha un carlino di nome Cookie. È stata ritirata dalla linea nel 2007.
- Delancey, doppiata in originale da Meghan Black, in italiano da Monica Bertolotti.
È una ragazza italo-irlandese e ha i capelli biondi con meches castagne, gli occhi verdi e un neo sulla guancia. Nel 2007, è stata ridisegnata con capelli mori, meches bionde e occhi verdi-blu. È una skater e surfista. È la cugina di Chelsea. Ama andare in spiaggia con le sue amiche e mangiare le caramelle. Il suo ragazzo è Ellis. Si contraddistingue per il suo stile innovativo, eccentrico e colorato. È nata il 10 maggio ed è del segno del Toro. Ha una gatta persiana di nome Sugar.
- Kenzie, doppiata in originale da Ashleigh Ball, in italiano da Micaela Incitti.
È una ragazza proveniente da Atlanta e ha gli occhi verdi, i capelli biondo rame e il viso ricoperto da lentiggini. Lavora come barista e cassiera al centro commerciale. È nata il 25 giugno ed è del segno del Cancro. Le piace far ridere la gente ed essere buffa. Ha uno yorkshire terrier di nome Coco.
- Kennedy é una ragazza californiana che adesso vive a New York. Ha dei capelli biondi ondulati e la pelle abbronzata. Le piacciono le notizie di moda e spettacolo e le piace passare il tempo al cafés. É dice che non può andare da nessuna parte senza il suo cellulare. Ha un ragazzo River e un yorkshire terrier di nome Yorkie. È nata il 13 febbraio ed è del segno del Aquario.
- Nia è una ragazza messicana che adesso vive a Miami. Ha i capelli biondo fragola e gli occhi acquamarina. È una DJ. Le piace scatenarsi, divertirsi, leggere romanzi rosa ed essere l'anima di qualsiasi festa. È nata il 16 ottobre ed è del segno della Bilancia.
- Bryant è un ragazzo dai capelli biondo ramato e occhi verdi. È nato il 6 febbraio ed è del segno dell'Aquario. Il suo spuntino preferito sono i piselli al wasabi e adora andare sullo skateboard, dirigere documentari, l'abbigliamento vintage e la musica. Ha avuto una relazione con Nolee. Nel 2003 si è trasferito a Londra e la sua bambola è stata messa fuori produzione.
- Hudson, doppiato in originale da Kirby Morrow, in italiano da Simone Veltroni.
È un ragazzo euro-americano dai capelli biondi e gli occhi azzurri. È il ragazzo di Chelsea. Il suo sport preferito è il calcio, gli piace uscire con i suoi amici al Central Park e si sposta sempre a piedi. Adora fare battute ed è il burlone del gruppo. È nato il 23 dicembre ed è del segno del Capricorno. Ha un San Bernardo di nome Tuffy.
- River, doppiato in originale da Alessandro Juliani, in italiano da Alessandro Vanni.
È un ragazzo californiano dai capelli neri e gli occhi castani. È stato dapprima il ragazzo di Barbie, poi di Kennedy. È nato il 6 dicembre ed è del segno del Sagittario. Vive per la musica, che è per lui l'unico strumento con cui riesce ad esprimersi, e perciò fa da chitarrista per alcune band. Il suo genere musicale preferito è il post-punk. È vegetariano. Ha un mastino di nome Barker.
- Sutton, doppiato in originale da Mark Hildreth, in italiano da Federico Di Pofi.
È un ragazzo afro-inglese proveniente da Londra, dai capelli e gli occhi castani. È il ragazzo di Madison. È nato il 17 aprile ed è del segno dell'Ariete. Il suo cibo preferito sono le patatine fritte. È un musicista, collezionista e disegnatore di fumetti ed è un bravo ballerino. Ha un husky di nome Yukon.
- Ellis, doppiato in originale da Shane Meier, in italiano da Daniele Raffaeli.
È un ragazzo euro-americano dai capelli biondo scuro e gli occhi verdi. È il ragazzo di Delancey. È nato il 1º marzo ed è del segno dei Pesci. Il suo cibo preferito è la pizza newyorkese, gli piace bere il Masala Chai, e prende lezioni di recitazione, con la speranza di diventare un attore. Nel 2006 si è trasferito ed è stato escluso dalla linea.

### Edizioni speciali
- Tyson, doppiato in originale da Mark Hildreth, in italiano da Daniele Raffaeli.
È un ragazzo giamaicano, dai capelli castani e occhi nocciola. Gli piace fare surf e provarci con le ragazze carine. È del segno dello Scorpione. È il proprietario di un albergo a 5 stelle di nome Jamaican Palms. Ha avuto un flirt con Chelsea. Fa parte della linea Jammin in Jamaica: Surfrider.
- Jai, doppiata in originale da Brenda M. Chriclow, in italiano da Emanuela Amato.
È una ragazza giamaicana dai capelli neri e gli occhi castani. Ha una bancarella in cui vende vestiti e gioielli fatti da lei. È del segno del Toro. Ha avuto un flirt con Sutton. Ha un chihuaua di nome Blanca. Fa parte della linea  Jammin in Jamaica: Bycicle Built For Two.
- Lindsay Lohan, doppiata in originale da se stessa, in italiano da Eleonora Reti.
Bambola con le fattezze dell'attrice statunitense, parte della serie My Scene - Stelle di Hollywood.
- Ryan Ridley, doppiato in originale da Samuel Vincent, in italiano da Sacha De Toni. 
È un celebre attore, sceneggiatore e produttore, dai capelli e gli occhi castano scuro. Fa parte della serie My Scene - Stelle di Hollywood.

### Cuccioli
Ognuna delle ragazze My Scene (e tre dei ragazzi) possiede un cucciolo. 
- Yorkie è lo yorkshire terrier di Barbie (e in seguito di Kennedy). È una femmina dal pelo bianco.
- Churro è il chihuahua di Chelsea. È un maschio dal pelo castano chiaro.
- Bella è il Carlin Pinscher di Madison. È una femmina dal pelo marrone.
- Cookie è il carlino di Nolee. È un maschio dal pelo bianco e nero.
- Sugar è il gatto persiano di Delancey. È una femmina dal pelo bianco e gli occhi blu.
- Coco è lo yorkshire terrier di Kenzie. È un maschio dal pelo marrone.
- Blanca è il chihuahua di Jai. È una femmina dal pelo marrone.
- Tuffy è il San Bernardo di Hudson. È un maschio dal pelo bianco e marrone.
- Barker è il mastino di River. È un maschio dal pelo marrone.
- Yukon è l'husky di Sutton. È un maschio dal pelo bianco e nero.
- Il cane di Nia appare solo se si sceglie il tema "Splashy Chic" nel minigioco Shopping Spree. Nia lo menziona anche nella sua pagina personale, quando dice che il suo animale domestico è un "adorabile cucciolo" che ha trovato. La sua razza non è confermata, ma sembra essere un dalmata.

## Controversie
Il 13 aprile 2005, MGA Entertainment, azienda concorrente di Mattel, ha intentato una causa contro Mattel per il marchio My Scene, accusandola di aver copiato l’aspetto multi-etnico, la moda e il packaging delle bambole Bratz. La causa sosteneva inoltre che Mattel avesse compiuto atti di concorrenza sleale e violazioni della proprietà intellettuale con l’intento di danneggiare la quota di mercato di MGA, confondere i consumatori e sfruttare la buona reputazione dell'azienda.
Nel 2006, Mattel ha presentato una controquerela, sostenendo che Carter Bryant, creatore delle Bratz, avesse sviluppato l’idea mentre lavorava per Mattel nel 1999 e che successivamente l’avesse portata segretamente a MGA, che avrebbe quindi sviluppato la prima generazione di bambole nascondendo il coinvolgimento di Bryant. Prima del processo, Bryant e Mattel hanno raggiunto un accordo e, nel 2008, una giuria federale ha assegnato a Mattel un risarcimento di 100 milioni di dollari per la violazione della proprietà intellettuale, oltre a emettere un’ingiunzione che obbligava MGA a interrompere la produzione delle Bratz.
Nel 2011, in un nuovo processo, MGA ha sostenuto che Mattel, nella produzione delle bambole My Scene, avesse rubato segreti commerciali e violato leggi antitrust, richiedendo un risarcimento di 1 miliardo di dollari. Il giudice si è pronunciato a favore di MGA, che ha ricevuto un indennizzo di 309,9 milioni di dollari, permettendo all’azienda di riprendere la produzione delle Bratz, mentre Mattel ha ritirato la linea My Scene.

## Opere derivate

### Film
A partire dal 2003, con la linea Hanging Out, alle bambole sono stati allegati dei DVD contenenti cortometraggi, canzoni e giochi interattivi. Questa iniziativa ha dato il via ad una serie di tre film, prodotti per il mercato direct-to-video e trasmessi in seguito sull'emittente televisiva Nickelodeon.

#### My Scene - Vacanze in Jamaica(My Scene: Jammin in Jamaica)
Diretto da Eric Fogel, il film è uscito in DVD il 15 maggio 2004 ed è stato trasmesso su Nickelodeon il 6 giugno 2004. La trama ruota attorno a Westley, che è la manager della band Urban Desire, composta da quattro ragazzi. Quando la band vince un concorso, si reca in Giamaica per partecipare alla finale, ma Barbie, Nolee e Chelsea devono raccogliere i soldi per potersi unire al viaggio. Una volta arrivati tutti in Giamaica, Barbie inizia a sentirsi esclusa quando il suo fidanzato, il chitarrista del gruppo, trascorre sempre più tempo con Westley. Questo provoca tensioni tra le amiche, che però si risolvono nel finale.

#### My Scene - Festa in Costume(My Scene: Masquerade Madness)
Con una durata di soli 28 minuti, il film è stato rilasciato in DVD il 1º giugno 2004 ed è andato in onda su Nickelodeon il 24 ottobre 2004. La trama è incentrata sulla Festa in costume, una sfilata di moda organizzata per raccogliere fondi a favore del canile locale. Chelsea disegna tutti i vestiti da sola, ma ciò le crea problemi con la scuola. In difficoltà con geometria e troppo imbarazzata per parlarne alle amiche, chiede aiuto a Hudson per delle ripetizioni. Questo porta le ragazze a credere erroneamente che tra i due ci sia una relazione. Alla fine, Chelsea supera brillantemente il test di geometria e riesce a coordinare con successo la sfilata.

#### My Scene - Stelle di Hollywood(My Scene Goes Hollywood: The Movie)
Diretto nuovamente da Eric Fogel, il film è stato rilasciato in DVD il 30 agosto 2005 ed è l'unico lungometraggio dedicato alla linea. L'esordio televisivo del film è avvenuto il 23 ottobre 2005 su Nickelodeon. La trama segue le ragazze My Scene che si fingono comparse in un film d'azione a tema spionistico girato a New York, nel tentativo di vederlo da vicino. Quando una delle attrici si infortuna, Westley viene scelta per sostituirla. Inizia così a passare sempre meno tempo con le sue amiche e sviluppa una cotta per l'attore protagonista, Ryan Ridley. A causa di un episodio imbarazzante provocato dalle amiche, Westley litiga con loro. Alla fine, Lindsay Lohan (che interpreta se stessa) la convince che le vere amicizie sono la cosa più importante, e le ragazze si riconciliano. Nonostante il titolo faccia riferimento a Hollywood, l’ambientazione del film è New York City.

### Serie web

#### Webisodi (2002-2008)
Nel 2002 è stata lanciata, sul sito ufficiale di My Scene, una serie web dedicata ai personaggi della linea di fashion doll. Nel 2008 la serie ha subito un soft reboot, con un restyling dei personaggi e della grafica, l'introduzione di Nia, un nuovo personaggio da poco comparso anche nella linea di bambole, e l'esclusione di Nolee e Barbie, le cui bambole erano ormai fuori produzione. In Italia sono stati rilasciati soltanto i primi tre episodi, distribuiti in videocassetta insieme allo speciale Hanging Out.
| Nº                   | Titolo originale       | Titolo italiano      |
| Webisodi (2002-2006) | Webisodi (2002-2006)   | Webisodi (2002-2006) |
| -------------------- | ---------------------- | -------------------- |
| 1                    | Lost or Found?         | Perso o trovato?     |
| 2                    | Next Stop              | Prossima fermata     |
| 3                    | Does She Buy It?       | Lo comprerà?         |
| 4                    | Game On?               | –                    |
| 5                    | Rumor Has It           | –                    |
| 6                    | Night on the Town      | –                    |
| 7                    | Chillin' Out           | –                    |
| 8                    | Hanging Out            | –                    |
| 9                    | Sk8er Girl             | –                    |
| 10                   | Shopping Spree         | –                    |
| 11                   | Greatest Gifts         | –                    |
| 12                   | Getting Ready          | –                    |
| 13                   | Costume Dress-Up       | –                    |
| 14                   | Club Birthday          | –                    |
| 15                   | Shhh... It's a Secret! | –                    |
| 16                   | A Snowed-In Holiday    | –                    |
| 17                   | Miami Getaways         | –                    |
| 18                   | Mall Maniacs           | –                    |
| 19                   | Tis the Season         | –                    |
| 20                   | Day & Nite             | –                    |
| 21                   | Fab Faces              | –                    |
| Webisodi (2008)      |                        |                      |
| 22                   | DJ Nia                 | –                    |
| 23                   | Salsa Beat             | –                    |
| 24                   | In Uniform             | –                    |
| 25                   | Egyptian Nights        | –                    |
| 26                   | Act 1                  | –                    |
| 27                   | Act 2                  | –                    |
| 28                   | Act 3                  | –                    |
| 29                   | Act 4                  | –                    |
| 30                   | Act 5                  | –                    |

#### Episodi spagnoli (2004-2005)
Tra il 2004 e il 2005 sono stati realizzati 23 episodi destinati esclusivamente al mercato spagnolo e portoghese. Il design dei personaggi e lo stile di animazione riprendono quello del film Vacanze in Jamaica. È stato realizzato un doppiaggio inglese, rilasciato sul sito web di Nickelodeon nel Regno Unito, che presenta però un cast vocale differente da quello statunitense. Tale versione non è disponibile in alcun formato noto ed è perciò considerata lost media.
| Nº | Titolo                      |
| -- | --------------------------- |
| 1  | Viaje a París               |
| 2  | Nueva York Sin Amigas       |
| 3  | Desfile de Modas            |
| 4  | El Reto                     |
| 5  | Viaje a Londres             |
| 6  | Chat, Mentiras y Encuentros |
| 7  | Barbie Pierde a Yorkie      |
| 8  | ¡Feliz Cumpleaños Madison!  |
| 9  | Las Cartas del Tarot        |
| 10 | El Casting                  |
| 11 | Picnic                      |
| 12 | Fiesta de Disfraces         |
| 13 | Amor y Amistad              |
| 14 | Conociendo a Olimpia        |
| 15 | Miedo a Volar               |
| 16 | El Motorhome                |
| 17 | Maleta Equivocada           |
| 18 | La Casa Embrujada           |
| 19 | Primer Aniversario          |
| 20 | El Amuleto                  |
| 21 | Tormenta de Nieve           |
| 22 | Un Rol Más Activo           |
| 23 | Llegando a Hollywood        |

### Musica
A partire dalla linea Hanging Out, sono stati allegati alle bambole dei CD contenenti delle canzoni, tra cui alcune originali.

#### Mixin' It: Video & Music CD
CD uscito in allegato alle bambole della linea Hanging Out.
Tracce
- Girlfriends
- Girls Sure Love A Rockstar

#### Barbie's Mix
CD uscito in allegato alla bambola di Barbie nella linea Spring Break.
Tracce
- The Black Eyed Peas e Macy Gray - Request Line
- Shaggy - We Are The Ones
- Lil' Romeo - Play Like Us
- Ms. Dynamite - Dy-Na-Mi-Tee
- Ashanti - Thank You

#### Chelsea's Mix
CD uscito in allegato alla bambola di Chelsea nella linea Spring Break.
Tracce
- Garbage - Cherry Lips (Go Baby Go!)
- Tonic - Head On Straight
- Stroke 9 - Just Can't Wait
- The Starting Line - The Best Of Me
- Joanna Pacitti - Just When You're Leaving

#### Madison's Mix
CD uscito in allegato alla bambola di Westley nella linea Spring Break.
Tracce
- Mýa - Take A Picture
- A*Teens - Floorfiller
- Robin Thicke - I'm 'A Be Alright
- Christina Milian - AM to PM
- Daniel Bedingfield - Gotta Get Thru This
- Lil Corey - Ghetto Superstar

#### Nolee's Mix
CD uscito in allegato alla bambola di Nolee nella linea Spring Break.
Tracce
- Sheryl Crow - Soak Up The Sun
- Smash Mouth - Holiday In My Head
- Counting Crows - Big Yellow Taxi
- Semisonic - Chemistry
- Pseudopod - Intentions

#### Altre canzoni
Ci sono alcune canzoni, presenti nei film o nella serie web, che però non sono state rilasciate ufficialmente in alcun CD.
Serie web
- It's My Scene

My Scene - Vacanze in Jamaica
- The Fuzz - Spontaneous Combustion
- Leslie Mills - Making My Way
- Leslie Mills - Radiowave
- Peter Brown - Living in the Sunshine
- Hidell - Going Down in Flames

My Scene - Festa in Costume
- Emilie-Claire Barlow - Calling All Girlfriends
- Jennifer Marks - Live

My Scene - Stelle di Hollywood
- Leslie Mills - Lucky
- Leslie Mills - Feel Like L.A.
- Leslie Mills - Find The Fun
- Leslie Mills - Starlight
- MIDIhead - Dance 'til Dawn
- Andrea Remanda - Playground

### Videogiochi
- My Scene (PC) (2003)[11]
- My Scene Goes Hollywood (PC) (2005)[12]

### Sito web
Il sito web ufficiale di My Scene venne lanciato nel 2002 e includeva giochi, webisodi, biografie dei personaggi e video. In seguito alla dismissione della linea nel 2011, il sito fu chiuso definitivamente nel 2014.